# Gounghin (Gounghin)
Pour les articles homonymes, voir Gounghin.
Gounghin est un village du département et la commune rurale de Gounghin, dont it est le chef-lieu, dans la province du Kouritenga et la région du Centre-Est au Burkina Faso.

## Géographie
La commune est traversée par la route nationale 4.